# Jardim Garcia de Orta
O Jardim Garcia de Orta é um jardim português situado no Parque das Nações, em Lisboa. Constituído por botânica exótica e tropical, é uma obra do arquiteto paisagista João Gomes da Silva, nomeado em homenagem ao médico português Garcia de Orta.